# Toyota Carina
Toyota Carina — серія сімейних автомобілів середнього класу японської компанії Toyota, яке продалось з 1970 по 2001 рік у ряді поколінь і замінено автомобілями Toyota Allion і Toyota Avensis.
Модель-попередник — Toyota Corona.
Carina створювався як більш спортивний по дизайну автомобіль, ніж Toyota Corona, щоб привернути більше уваги молодіжної частини покупців. 28 вересня 1970 року Toyota Carina була представлена публіці на 17-му Токійському Мотор-шоу. Кожне нове покоління Тойота Каріна з'являлося через чотири роки, зазнаючи через кожні два роки невеликі зміни зовнішнього дизайну — «рестайлінг», «фейсліфтінг».

## Японська версія

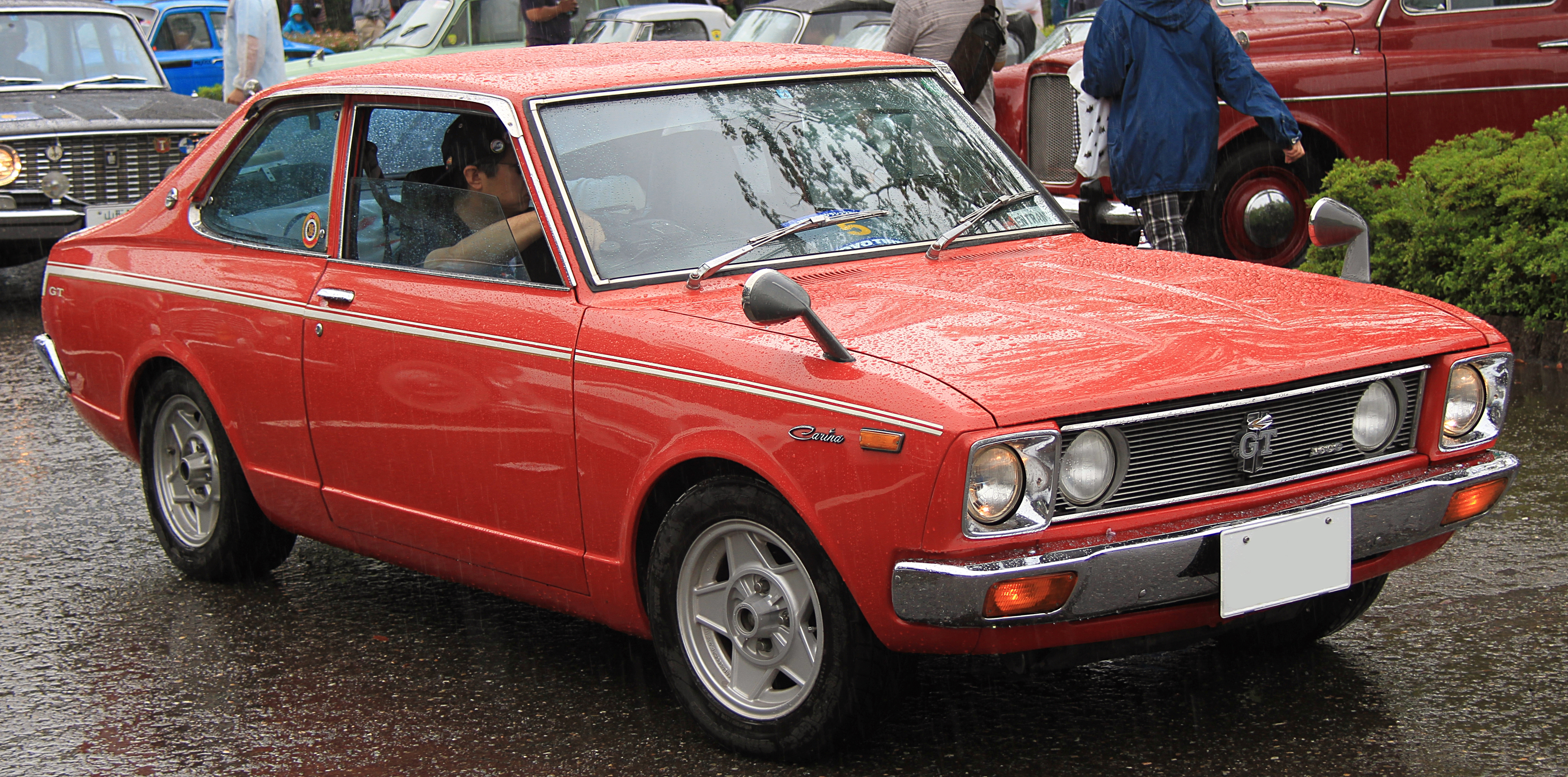
Перше покоління A10/A30 (1970-1977)
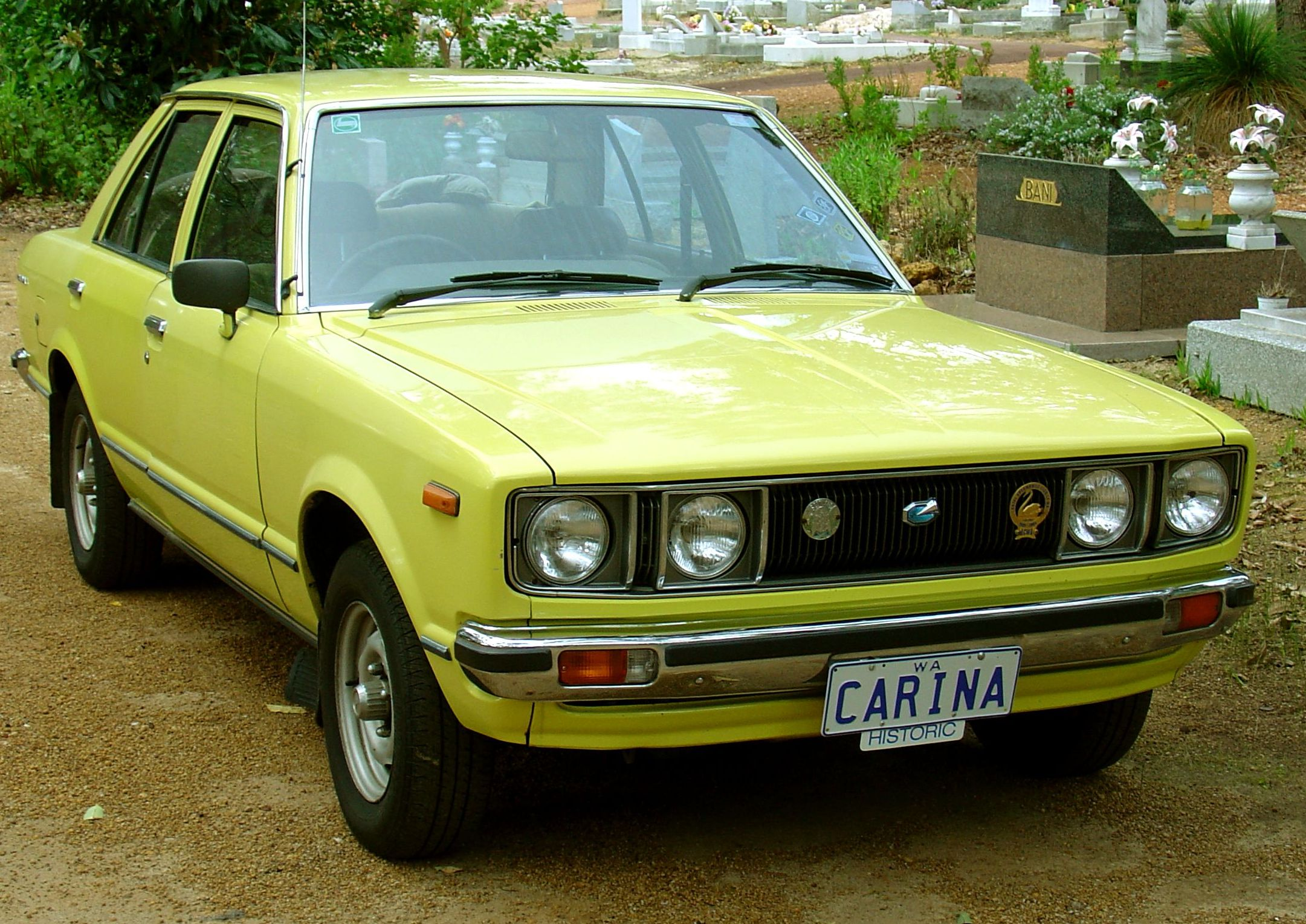
Друге покоління A40/A50 (1977-1981)
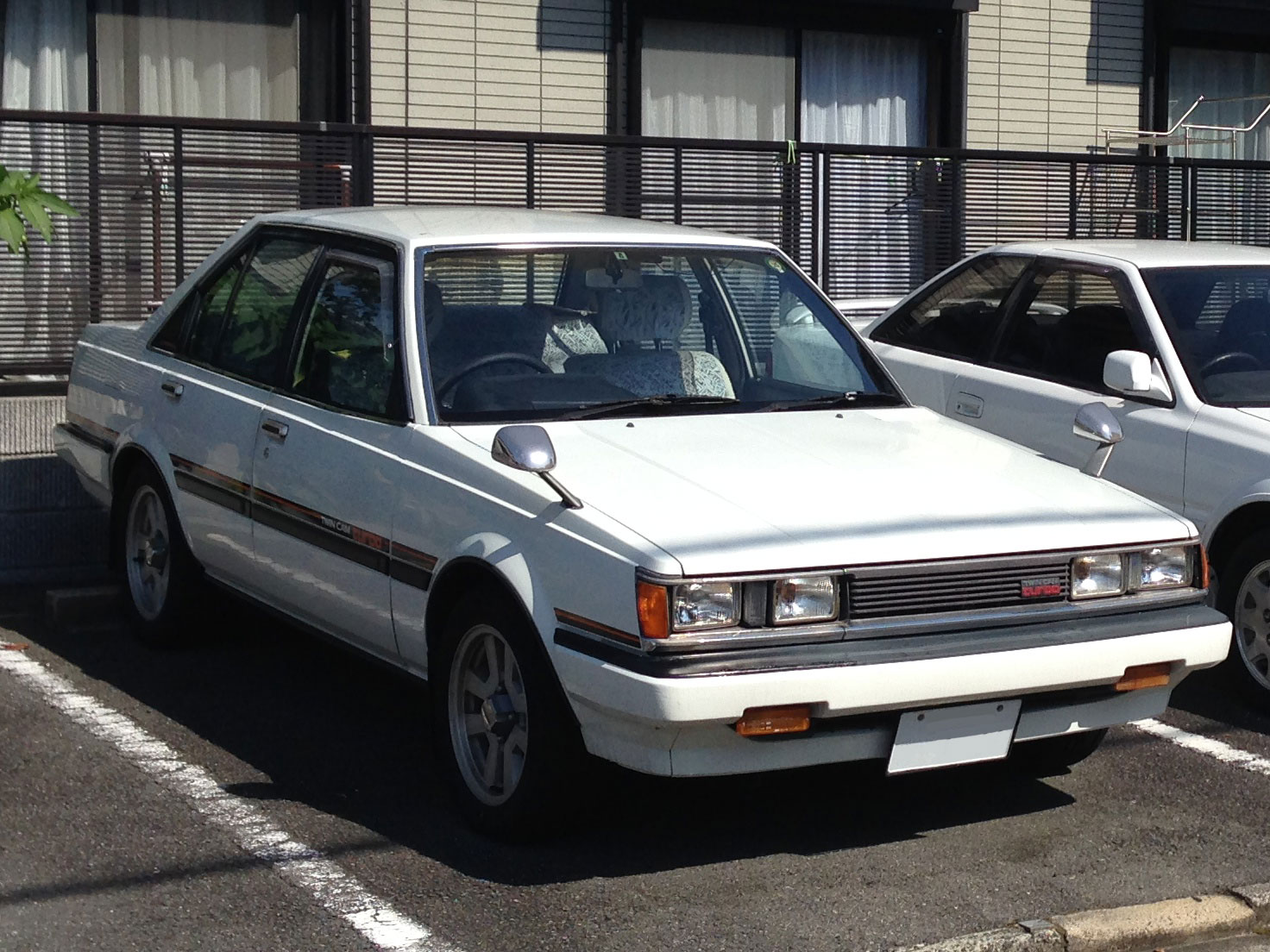
Третє покоління A60 (1981-1988)
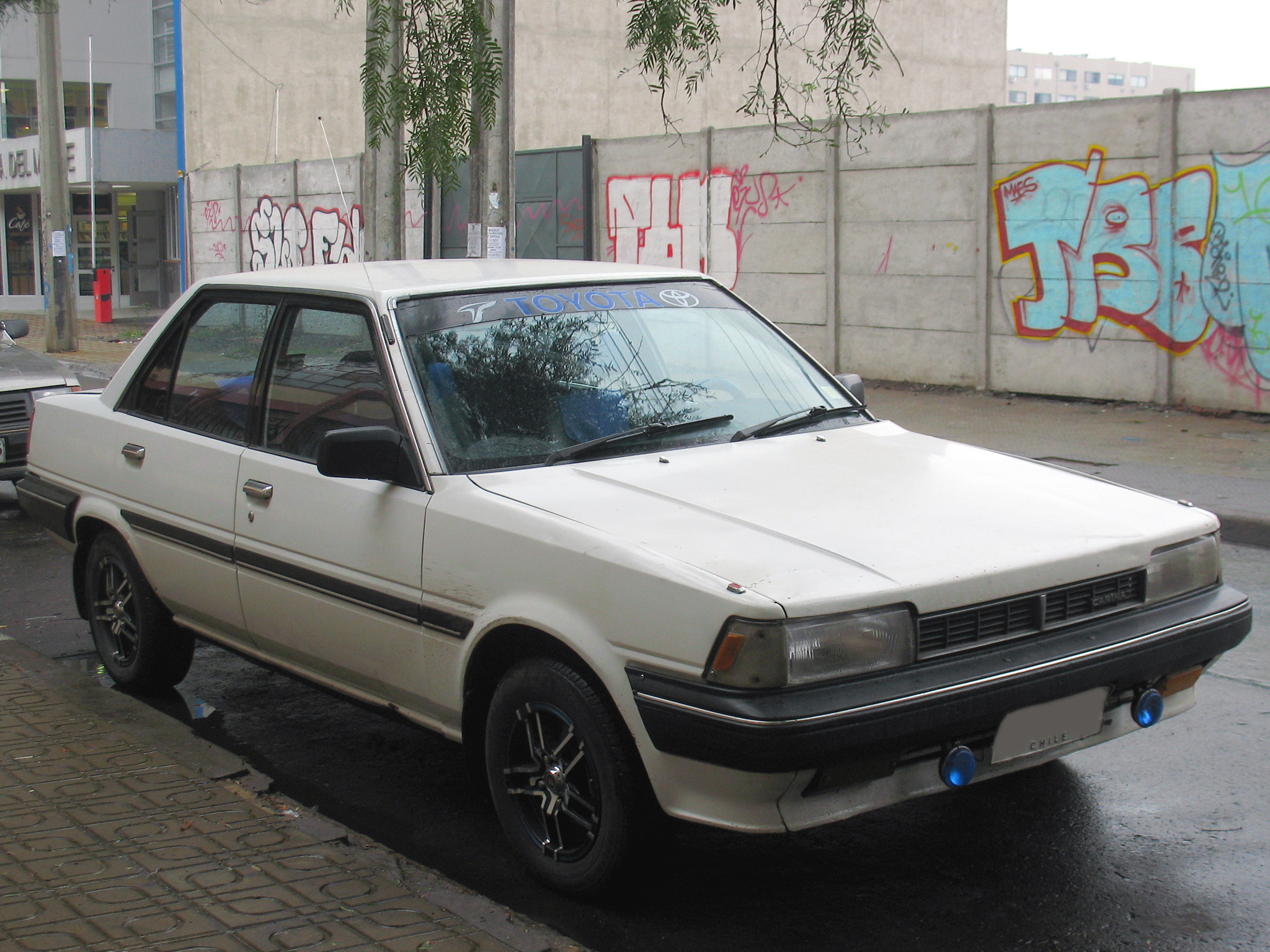
Четверте покоління T150 (1984-1988)

### Друге покоління A40/A50 (1977—1981)

#### Toyota Celica Camry

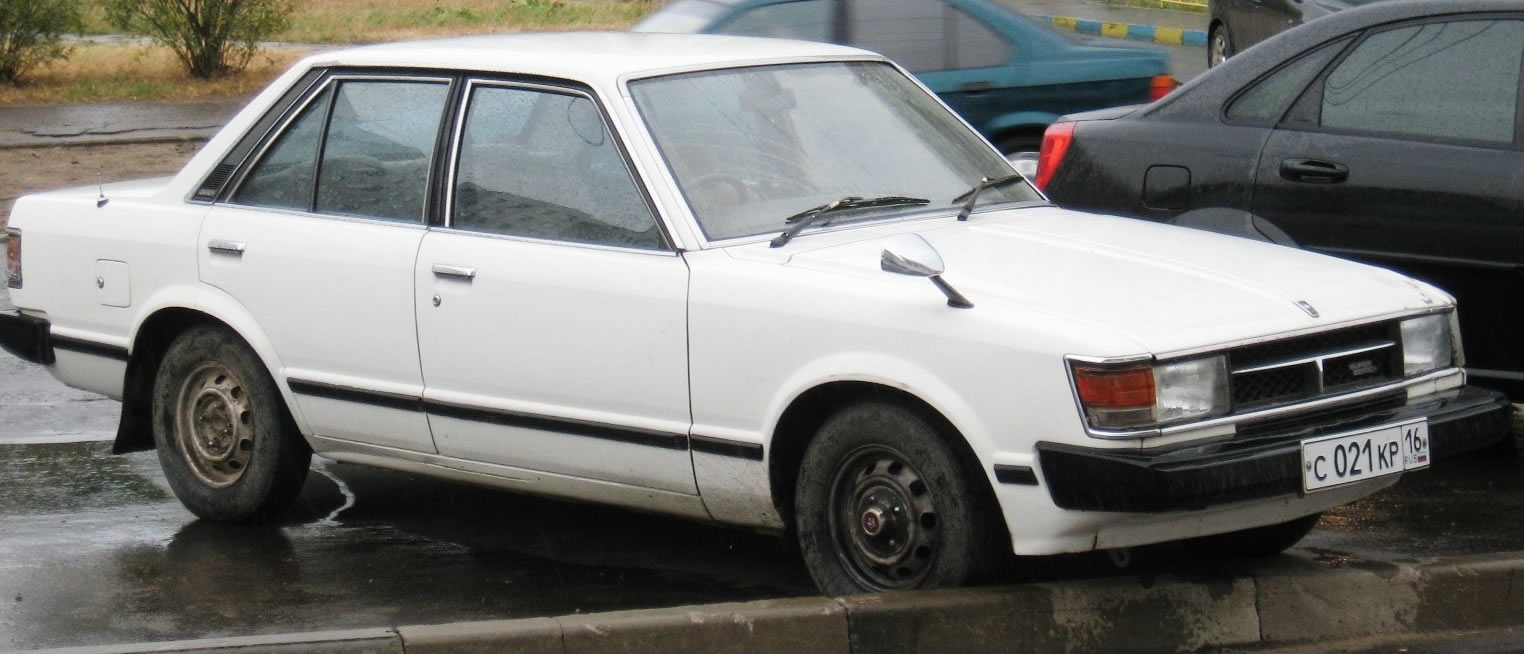
Toyota Celica Camry

Шильдик «Camry» виник на чотиридверному седані, наближеному до купе Toyota Celica під назвою Celica Camry. Toyota позначила це початкове застосування назви Camry як серію A40/A50. Celica Camry дебютувала в продажах у січні 1980 року в роздрібних дилерських центрах Toyota Corolla Store в Японії. Виробництво було розпочато раніше в грудні 1979 року на заводі Tsutsumi в Toyota, Aichi. Незважаючи на маркетингову позицію, Celica Camry поділяє кілька компонентів зі своїм тезкою купе Celica, але швидше Carina (A40/A50). Toyota модифікувала Carina, подовживши передню частину та включивши елементи стилю, такі як Т-подібна решітка радіатора, яка нагадувала Celica XX/Supra (A40). Власне кажучи, Celica Camry — це не перше покоління Camry, а скоріше його попередниця.

### П'яте покоління

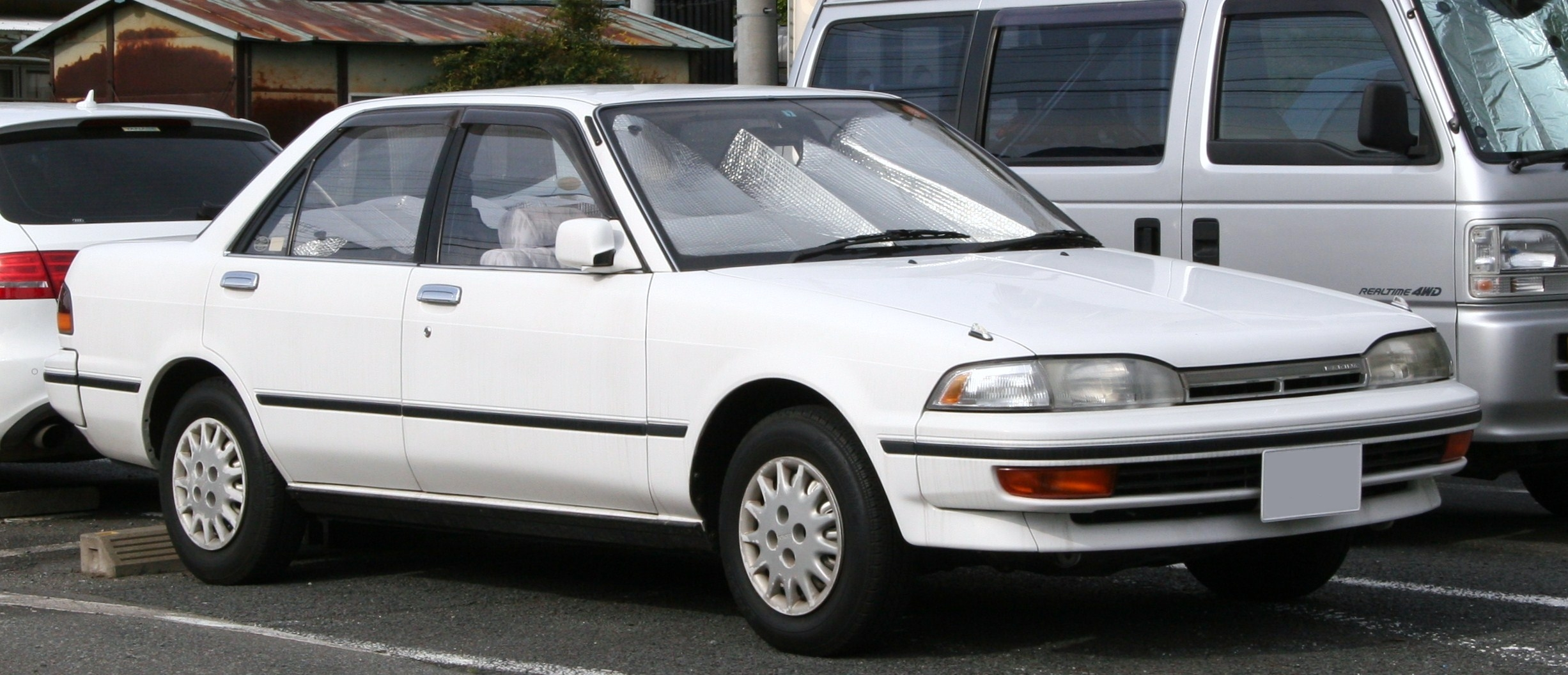
П'яте покоління T170 (1988—1992)

Четверте покоління моделі дебютувало в 1988 році. В цей же час набагато більшою популярністю користувалася Carina ED — 4-дверний автомобіль класу Hard Top. У цьому поколінні моделі можна знайти розкіш і висоту класу, якої немає в Carina ED. У 1990 році відбулися деякі зміни. На двигун з об'ємом від 1,5 до 2 літрів була встановлена система EFI, а стиль автомобіля став ще більш розкішним.

#### Двигуни
- 1,456 л 3E I4
- 1,973 л 2C diesel I4

### Шосте покоління

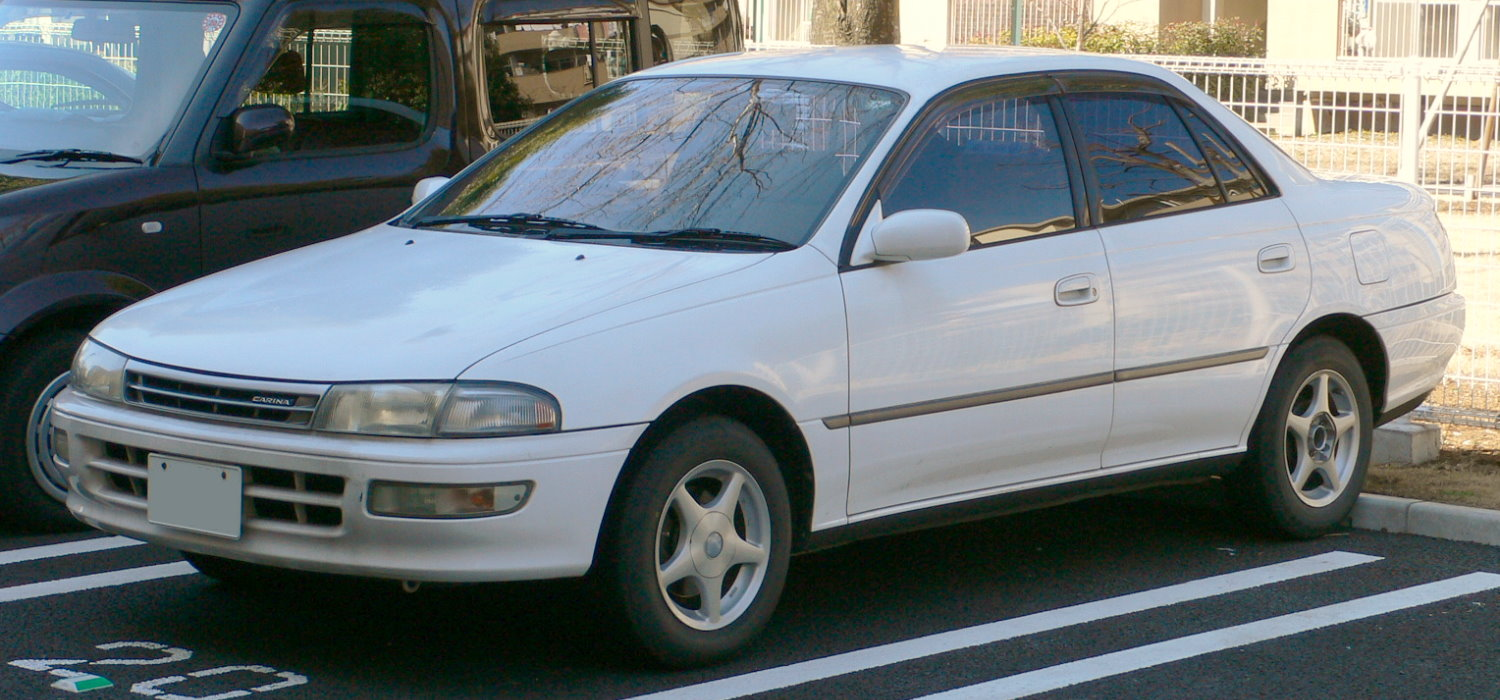
Шосте покоління T190 (1992—1996)

Шосте покоління моделі було випущено в 1992 році. Тут використовується передній привід. Якщо говорити про Carina в загальних рисах, то спочатку це була машина із спортивним іміджем, однак з випуском в 80-х роках моделі Carina ED він змінився на імідж розкішного (люксового) автомобіля. Основні компоненти і частина кузовних елементів Carina однакові з Corona. Завдяки цій моделі вдалося повернути практично забуту характеристику Carina — спортивність. Вперше на автомобіль цього класу був поставлений двигун Lean Burn. У 1994 році вже існував 1,8-літровий двигун Lean Burn. Існують модифікації, оснащені повним приводом.

#### Двигуни
- 1.5 L 5A-FE I4
- 1.6 L 4A-FE I4
- 1.6 L 4A-GE I4
- 1.8 L 7A-FE I4
- 1.8 L 4S-FE I4
- 2.0 L 3S-FE I4
- 2.0 L 2C I4 (diesel)

### Сьоме покоління

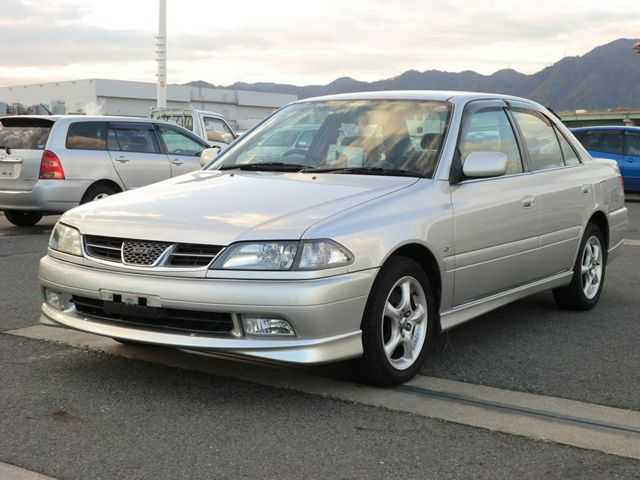
Сьоме покоління T210 (1996—2001)

Сьоме покоління дебютувало в період економіки «мильної бульбашки» Японії курс на створення розкішних автомобілів похитнувся. Вона отримала однакову з Corona базу і основні вузли, а також спортивний вигляд з властивим Carina дизайном передньої частини кузова. Таку форму, що оптимально підходить для подолання повітряних потоків, цей седан не бачив навіть в свої кращі часи. Що стосується двигунів, то на це покоління Carina встановлювали бензинові двигуни з обсягами 1,5 і 2 літри і турбодизель об'ємом 2,2 л. Існують модифікації з повним приводом (4WD). У 1998 році з'явилася комплектація, оснащена 6-ступінчастою механічною коробкою передач.

#### Двигуни
- 1.5 L 5A-FE I4
- 1.6 L 4A-FE I4
- 1.6 L 4A-GE I4
- 1.8 L 7A-FE I4
- 2.0 L 2C-TE I4 (turbo diesel)
- 2.2 L 3C-TE I4 (turbo diesel)

## Європейська версія
З 1984 по 1997 рік на європейському ринку Toyota Corona продавалась під маркою Toyota Carina з кузовом седан та універсал.

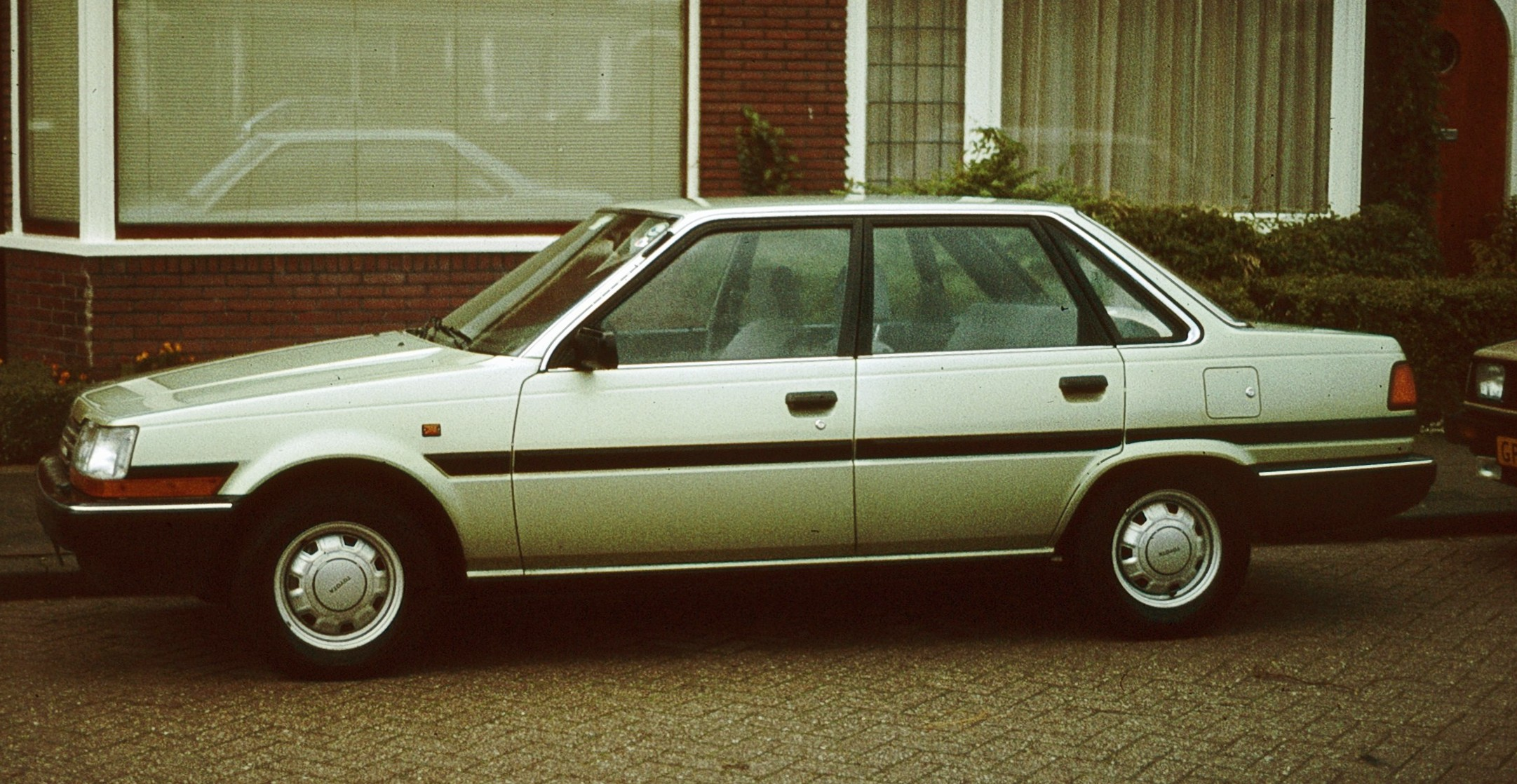
Carina II T150 (1984-1988)
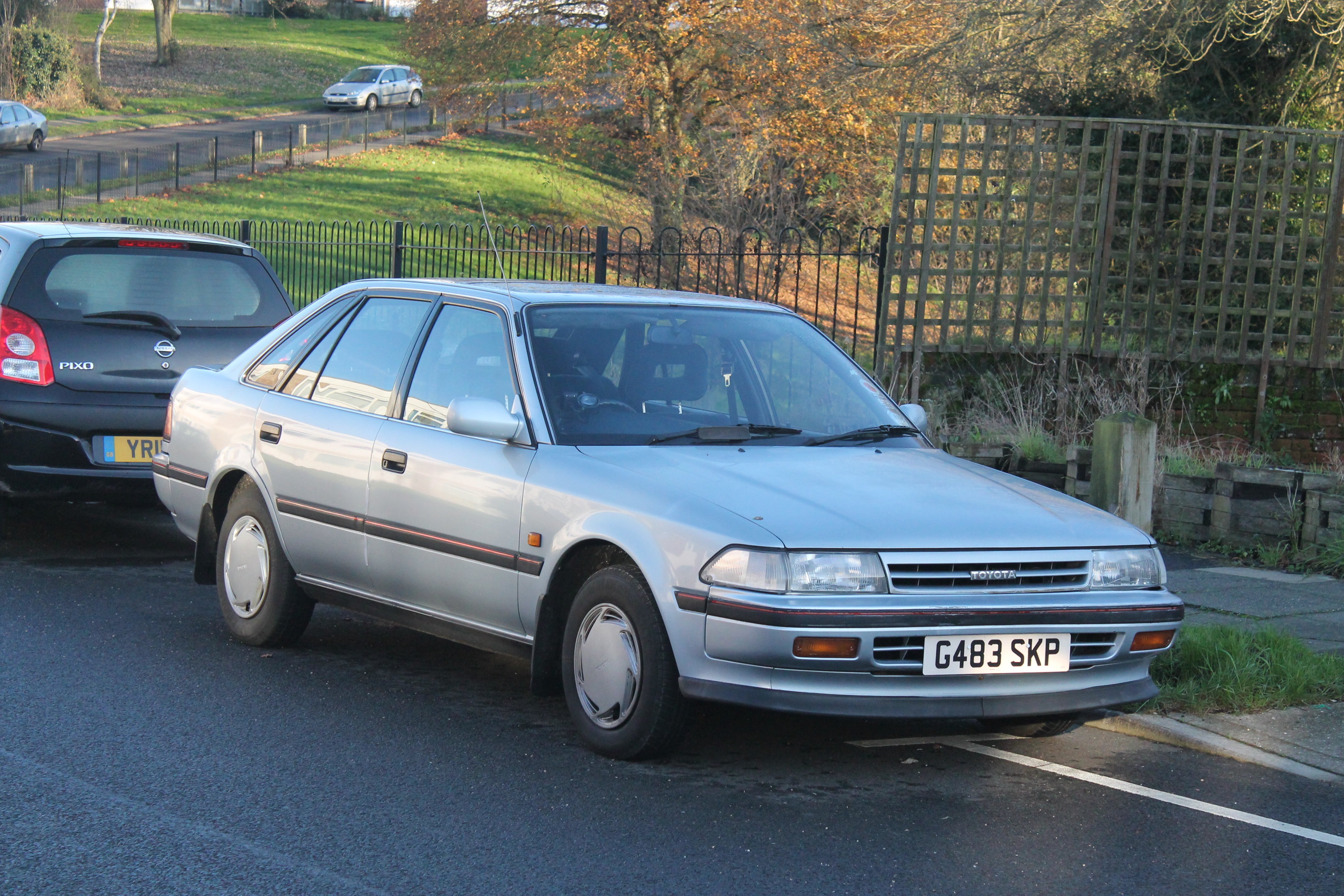
Carina II T170 (1988-1992)
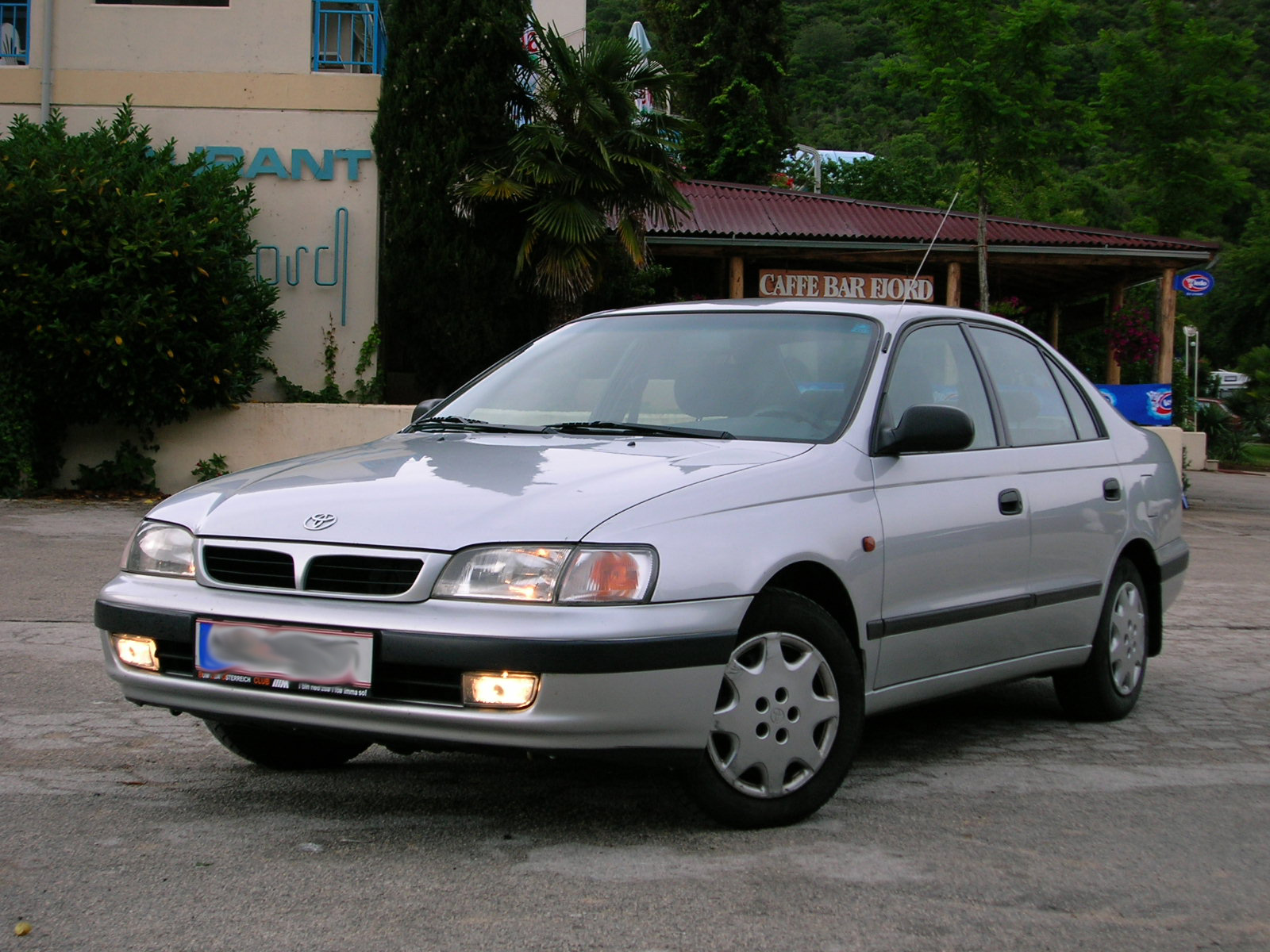
Carina E T190 (1992-1997)

## Toyota Carina ED
Toyota Carina ED випускалася з 1986 по 1998 роки. 4-дверний красивий седан Toyota Carina ED з типом кузова хардтоп.

### Перше покоління

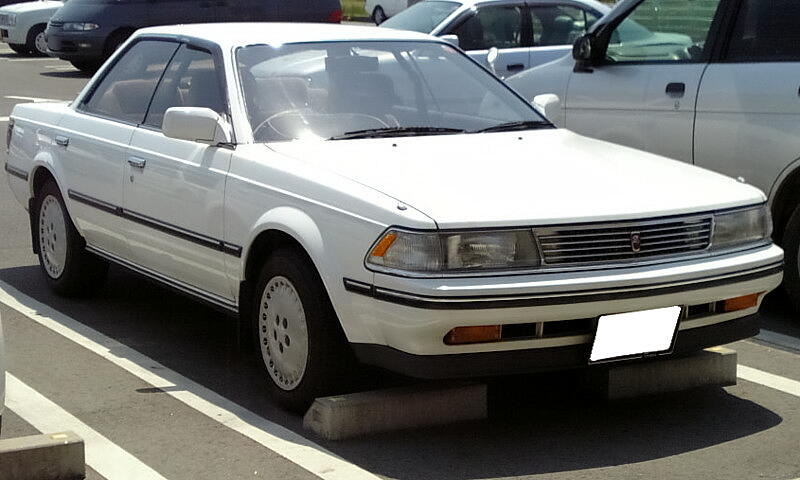
Carina ED ST160 (1985—1989)

Перша модель Toyota Carina ED, названа 4-дверним седаном з найнижчою посадкою в світі, з'явилася в 1985 році. За своє довге життя цей автомобіль завоював особливий ринок Хардтоп середнього класу. Абревіатура ED виникла від перших букв англійських слів exciting і dressy, що означає «захоплюючий» і «розкішний».

#### Двигуни
- 2.0 L i4 DOHC 3S-GELU
- 1.8 L i4 SOHC 1S-ELU
- 1.8 L i4 SOHC 1S-iLU

### Друге покоління

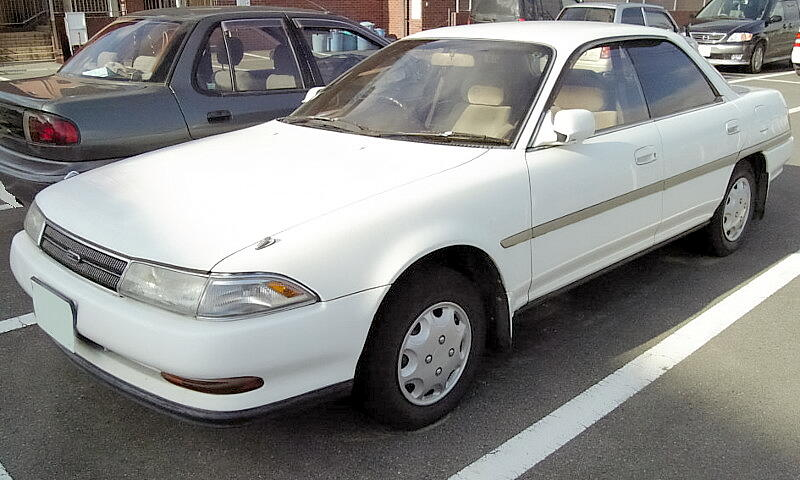
Carina ED ST180 (1989—1993)

У 1989 році прийняв естафету в другому поколінні моделі. Початкова концепція першого покоління була поліпшена і отримала визнання споживача. Toyota Carina ED комплектується трьома типами двигунів: hi-mech twin-cam об'ємом 1,8 літра, hi-mech twin-cam об'ємом 2 літри і 2-літровим sport twin-cam. Автомобіль оснащений переднім приводом. На Toyota Carina ED варто вдосконалена система дворежимного 4WS, яка була застосована вперше в світовій практиці.

#### Двигуни
- 2.0 L i4 DOHC 3S-FELU
- 1.8 L i4 SOHC 4S-FiLU

### Третє покоління

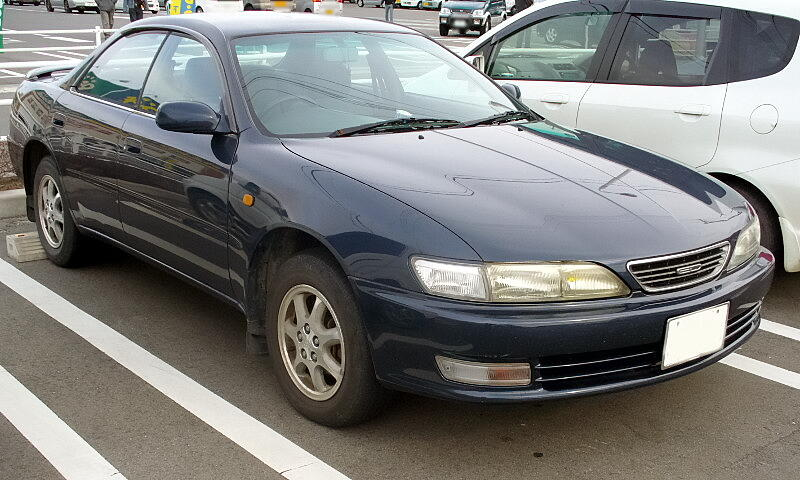
Carina ED ST200 (1993—1998)

Ця модель Toyota Carina ED стала вже третьою в серії Carina ED машиною, чий стильний дизайн привертає значний інтерес. Toyota Carina ED перетворилася в 4-дверний красивий седан, який повністю відповідає своєму часу. Вона придбала більш низьку посадку, ніж авто першого і другого покоління. Екстер'єр став більш досконалим і округлим, в результаті авто наблизилося до машин вищого класу.
Побачивши Toyota Carina ED не виникає відчуття, що вона «застрягла» між першим і другим поколіннями своїх попередниць. На Toyota Carina ED встановлюється двигун об'ємом 1,8 і 2 літри з системою газорозподілу 4DOHC. Toyota Carina ED здатна задовольнити найвибагливіші потреби, хизуючись підвіскою super strut, демонструючи 180 кінських сил двигуна. Toyota Carina ED забезпечена системою 4WS. Основні комплектуючі Toyota Carina ED аналогічні комплектуючих Toyota Celica.

#### Двигуни
- 2.0 L i4 DOHC 3S-GE
- 2.0 L i4 DOHC 3S-FE
- 1.8 L i4 SOHC 4S-FiLU